# 줄리안 벡

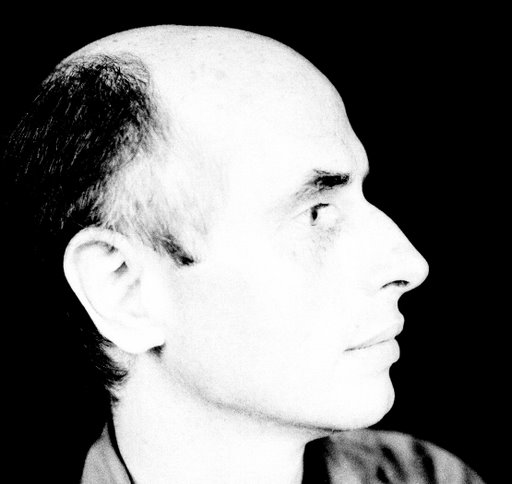

줄리언 벡(Julian Beck, 1925년 5월 31일 ~ 1985년 9월 14일)는 미국의 배우, 시인, 화가, 작가, 극작가, 무대 연출가, 연극 배우이다.
맨해튼에서 태어났으며 뉴욕에서 사망하였다. 사인은 위암이다.  뉴저지주에 매장되었다.

## 영화
- 폴터가이스트 2 (1986년)
- 나인 하프 위크 (1986년)
- 커튼 클럽 (1984년)
- 사랑과 분노 (1969년)
- 에디푸스 왕 (1967년)